# Narsipatnam
Narsipatnam là một thị trấn thống kê (census town) của huyện Visakhapatnam thuộc bang Andhra Pradesh, Ấn Độ.

## Địa lý
Narsipatnam có vị trí 17°40′B 82°37′Đ / 17,67°B 82,62°Đ Nó có độ cao trung bình là 58 mét (190 feet).

## Nhân khẩu
Theo điều tra dân số năm 2001 của Ấn Độ, Narsipatnam có dân số 32.483 người. Phái nam chiếm 49% tổng số dân và phái nữ chiếm 51%. Narsipatnam có tỷ lệ 66% biết đọc biết viết, cao hơn tỷ lệ trung bình toàn quốc là 59,5%: tỷ lệ cho phái nam là 74%, và tỷ lệ cho phái nữ là 58%. Tại Narsipatnam, 11% dân số nhỏ hơn 6 tuổi.